# Cerkiew Bărboi
Cerkiew Bărboi, wł. cerkiew Świętych Apostołów Piotra i Pawła – prawosławna cerkiew w Jassach, w południowo-wschodniej części miasta, w kwartale Podul-Vechiu, w jurysdykcji archieparchii Jass Rumuńskiego Kościoła Prawosławnego.

## Historia
Pierwszą cerkiew na tym miejscu zbudował Ioan Ursu Bărboi w latach 60. XVI w. Jej patronką była św. Paraskiewa. W 1669 jego potomkowie zbudowali na jej miejscu nową świątynię i ufundowali przy niej monaster, do którego przybyli greccy mnisi z klasztoru Watopedi na górze Athos. Fundatorzy darowali wspólnocie majątki ziemskie z młynami i stawami. XVII-wieczna świątynia przetrwała do 1829, gdy po kilku trzęsieniach ziemi i pożarach była już w bardzo złym stanie. W wymienionym roku hospodar Jan Sturdza razem z małżonką Heleną oraz metropolitą Irinopoleos Grzegorzem ufundowali na jej miejscu nową świątynię. Jej budowa trwała w latach 1841–1843. W budowie świątyni, która z szacunku dla fundatora pierwszej cerkwi nadal była nazywana cerkwią Bărboi, brał udział również logoteta Dimitrie Sturdza, zaś pracami kierował i projekt budowli przygotował architekt Andrei Karidis. Syn fundatorów Konstantyn opłacił następnie budowę wolno stojącej dzwonnicy, na której, po raz pierwszy w historii miasta, zawieszono zegar. Do budowy tego obiektu Konstantyn sprowadził budowniczych z Padwy, gdzie studiował.
Grecki monaster działał przy świątyni do sekularyzacji dóbr cerkiewnych w 1864. Wtedy też cerkiew stała się świątynią parafialną. W 1947 na polecenie władz komunistycznych odebrany jej został także ten status; obiekt stał się filią parafii św. Pantelejmona, a nabożeństwa odbywały się w nim jedynie w dniu święta patronalnego.
W 1977 podczas trzęsienia ziemi poważnie uszkodzona została cerkiew, a także jej wolno stojąca dzwonnica i dom parafialny. Władze zaplanowały rozbiórkę uszkodzonego obiektu, do której ostatecznie nie doszło; w sąsiedztwie budynku wzniesiono jednak osiedle 7- i 8-piętrowych budynków mieszkalnych, co uczyniło świątynię praktycznie niewidoczną wśród zabudowy. Obiekt został odnowiony dzięki staraniom metropolity Mołdawii, a następnie patriarchy rumuńskiego Teoktysta, on też ponownie wyświęcił go 27 listopada 1988.

## Architektura

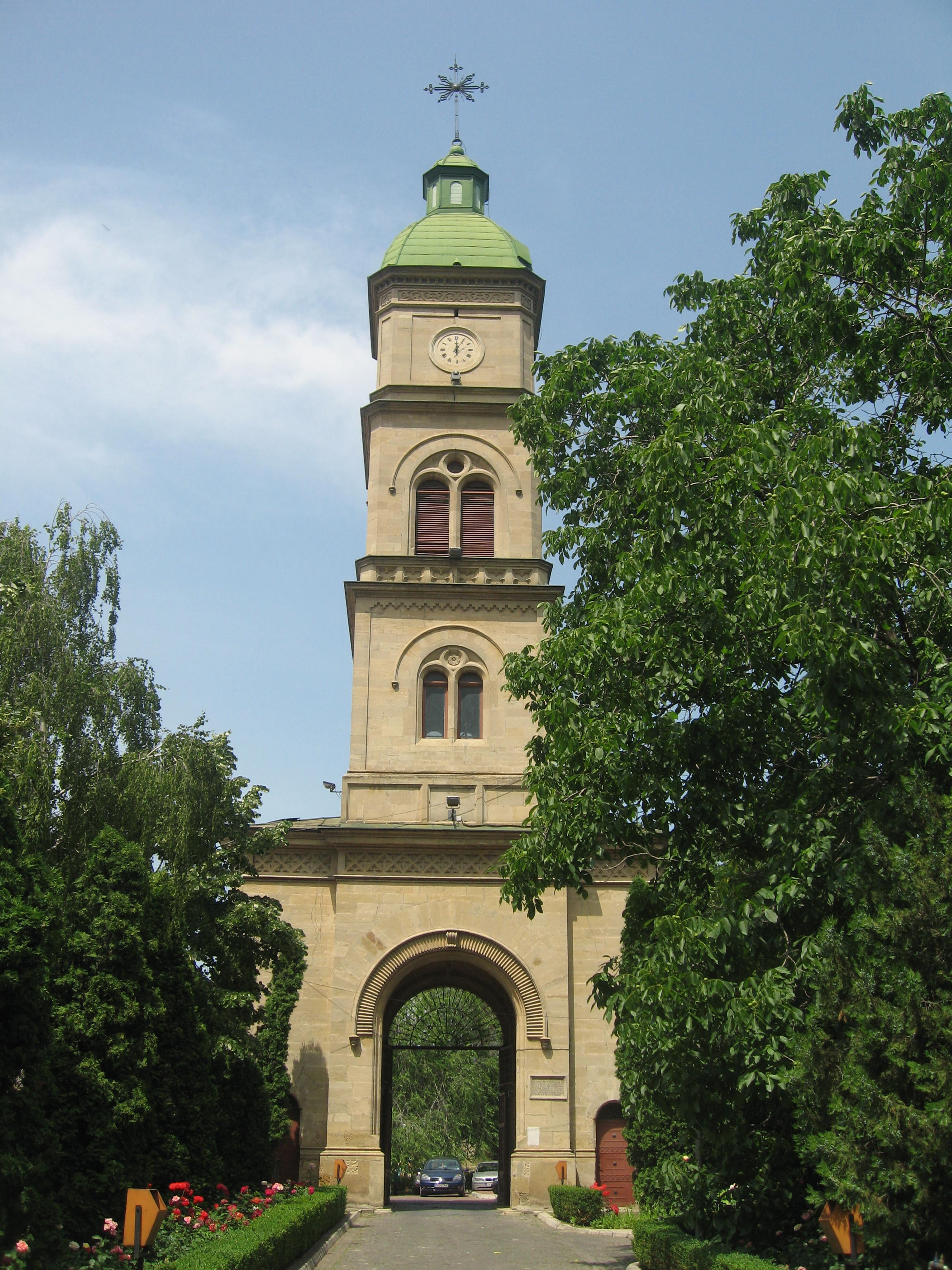
Dzwonnica

Cerkiew została wzniesiona na planie prostokąta z bloków kamiennych i cegły; ich wymienne używanie daje charakterystyczny wzór. Reprezentuje styl eklektyczny z elementami klasycyzmu i architektury bizantyjskiej, szczególną zaś inspiracją dla budowniczych była architektura cerkwi w Macedonii. Wejście do świątyni prowadzi przez egzonarteks z dwoma rzędami doryckich kolumn, przednawie połączone jest z nawą w jedną przestrzeń. W pomieszczeniu ołtarzowym znajdują się dwie boczne absydy. Obiekt zwieńczony jest pięcioma kopułami, z których największa jest centralna, usytuowana nad nawą. Centralna kopuła wsparta jest na czterech marmurowych kolumnach. Cerkiew jest trójnawowa.
Dzwonnica świątyni jest wolno stojącą czterokondygnacyjną budowlą, z zegarem na najwyższym piętrze.
Wnętrze cerkwi dekorowane jest freskami wykonanymi w stylu neorenesansowym, nieznanego autora. Ikony dla cerkwi napisał natomiast Ilie Moldovean, ikonograf z Besarabii, który w Jassach wykonał także wizerunki świętych w ikonostasie głównej cerkwi monasteru Golia. Niektóre wizerunki pochodzą z monasteru Watopedi, m.in. ikona Matki Bożej w kiocie. Szczególną wartość artystyczną mają również ikony patronów świątyni oraz św. Dymitra z Rostowa. Złocony pięciorzędowy ikonostas w świątyni wykonany został w stylu barokowym, jest bogato zdobiony.
W cerkwi Bărboi znajduje się mauzoleum rodziny Sturdza oraz nagrobek nieznanego z imienia greckiego mnicha, zwieńczony cyprysowym krzyżem, zdobiony złotem i pozłacanym srebrem, z fragmentem Ewangelii w językach greckim i rumuńskim. W świątyni pochowano także poetę Alecu Russo.